# Bolton Group
Die Bolton Group ist eine italienische Holding mit wesentlichen Aktivitäten in der Lebensmittelbranche, aber auch im Non-Food-Bereich mit Reinigungsmitteln, Kosmetik und Klebemitteln.

## Geschichte
Das Unternehmen wurde 1949 von Joseph Nissim, einem ehemaligen Mitarbeiter von Procter & Gamble, gegründet. 1992 steigt Bolton mit der Übernahme der Marke Collistar in Italien in die Kosmetikbranche ein. 
Seit 1994 ist die Holding Eigentümer des bekannten deutschen Herstellers für Klebstoffe, UHU, dessen Aktivitäten in der UHU Holding GmbH zusammengefasst wurden.
Durch die Akquisition von Saupiquet in Frankreich im Jahr 1999 wird das Unternehmen zum führenden europäischen Hersteller von Meeresfrüchten in Dosen.

## Daten
34 % des Umsatzes wird in Italien, 10 % in Frankreich, 9 % in Spanien und 4 % in Deutschland erwirtschaftet; 17 % kommen aus den restlichen Staaten Europas, 26 % von außerhalb Europas.
69 % des Umsatzes werden mit Lebensmitteln erzielt; der Non-Food-Bereich (31 %) bringt 10 % Wellness, 9 % aus Haushalt-, Reinigungs- und Waschmitteln, 9 % Klebemittel und 3 % Kosmetik.

## Marken und Tochterunternehmen
Die Holding ist u. a. im Besitz folgender Marken bzw. Tochterunternehmen:
- Lebensmittel:
  - RIO mare (Thunfisch, Makrele)
  - Tri Marine; Thunfisch; Bellevue (Washington), USA[2]
  - Palmera; Thunfischverarbeitung seit 1963 in Genua
  - Prima; Soßen und Salate
  - Saupiquet; Fisch in Dosen; gegründet 1891 in Nantes, Frankreich
  - Wild Planet; Fisch in Dosen; McKinleyville, Kalifornien, USA[3]
  - Simmenthal; Rindfleisch, gegründet 1932 in Italien
  - PETREET; Tiernahrung

- Kosmetik, Wellness etc.
  - Borotalco; Talkumpuder, insbesondere als Babypuder, seit 1878 in Florenz
  - Collistar
  - Rogé Cavaillès; Frankreich

- Haushalt-, Reinigungs- und Waschmittel
  - Carolin
  - Ominio Bianco (Markenname einer ganzen Produktpalette)
  - Merito
  - SMAC
  - Softex; griechischer Hersteller von Papier und Toilettenartikeln

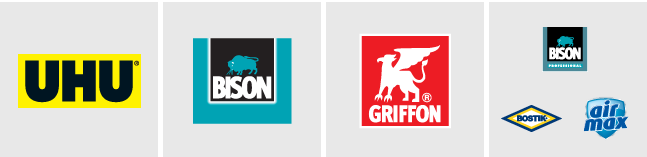
Klebstoffmarken

  - WC Net

- Klebemittel
  - Bison; Niederlande und Belgien
  - Griffon; Frankreich
  - UHU; Deutschland